# Suzet Maïs
Suzet Maïs, née Suzette Roux le 31 janvier 1908 à Paris 5e et morte le 24 janvier 1989 à Aix-en-Provence, est une actrice française de théâtre et de cinéma.
Durant sa carrière, qui s'étend de 1930 à 1962, elle a accumulé les seconds rôles. Elle a connu une réelle notoriété dans les années 1930.

## Biographie
Suzet Maïs a le plus souvent incarné les femmes fatales, les pestes, les pimbêches, les filles méchantes et/ou indignes. L'une de ses caractéristiques, dans les rôles qu'elle joue, est un sourire faux et de mauvaise grâce accompagné d'une moue de mépris envers à peu près tous les personnages qui l'abordent.
Son rôle le plus connu est celui qu’elle a joué, en 1945, dans le film de Robert Vernay, le Père Goriot, où elle incarne Anastasie, une des filles de Goriot. La même année, dans Boule de Suif de Christian-Jaque, elle est une petite-bourgeoise qui méprise Boule de Suif, tandis que dans Au Bonheur des Dames d’André Cayatte, en 1943, elle est une voleuse mondaine et hautaine…

Décrite comme « vive, aiguë, pétillante, au comique percutant et si spirituel », le critique assure qu’aucune des actrices qui reprennent ses rôles de début ne parvient à la faire oublier. Pour Colette, elle est tout simplement sans égale : 

« Tant de grâces raides, de couleurs d’orfèvrerie, le mordant de la voix (je n’ai pas dit de l’articulation), l’art, pendant qu’elle téléphonait, de fondre comme un glacier azuré au printemps, tout nous assure que Suzet Maïs ne ressemblera jamais à personne. »

## Filmographie
- 1930 : Paris la nuit d'Henri Diamant-Berger.
- 1931 : Jean de la Lune de Jean Choux.
- 1931 : L'Amour à l'américaine de Claude Heymann et Pál Fejös : Geneviève Latour.
- 1932 : Pour vivre heureux de Claudio de la Torre.
- 1933 : Rivaux de la piste de Serge de Poligny.
- 1933 : Le Martyre de l'obèse de Pierre Chenal : Angèle Léger.
- 1933 : Touchons du bois de Maurice Champreux : Arlette.
- 1937 : Les Hommes sans nom de Jean Vallée.
- 1937 : Le Coupable de Raymond Bernard : Marie-Louise Gaude.
- 1937 : Claudine à l'école de Serge de Poligny : Mlle Aimée Lanthenay.
- 1938 : Le Joueur de Gerhard Lamprecht et Louis Daquin : Nina.
- 1938 : À nous la jeunesse de Eugène Deslaw (court métrage).
- 1938 : Chéri-Bibi de Léon Mathot : Ginette.
- 1939 : Noix de coco de Jean Boyer : Fernande Josserand.
- 1942 : Frédérica de Jean Boyer : Lilette.
- 1943 : Au Bonheur des Dames d'André Cayatte : Madame de Boves.
- 1943 : Domino de Roger Richebé : Jane.
- 1945 : Le Père Goriot de Robert Vernay : Anastasie de Restaud.
- 1945 : Boule de Suif de Christian-Jaque : Madame Loiseau.
- 1948 : Si jeunesse savait d'André Cerf : Mathilde.
- 1951 : Demain nous divorçons  de Louis Cuny : Tati.
- 1951 : Atoll K de Léo Joannon : Mrs. Dolan.
- 1954 : Mourez, nous ferons le reste de Christian Stengel : Mme Dubois-Lassalle.
- 1955 : Marguerite de la nuit de Claude Autant-Lara : une cliente du 'Pigall's'.
- 1955 : Quand vient l'amour de Maurice Cloche.
- 1955 : Les Indiscrètes de Raoul André.
- 1956 : La Terreur des dames (ou Ce cochon de Morin) de Jean Boyer : Madame Genlis.
- 1956 : Sous le ciel de Provence (ou Quatre pas dans les nuages) de Mario Soldati : la femme de Paolo.
- 1957 : La Polka des menottes de Raoul André : Mlle Thibaud, la concierge.
- 1957 : C'est arrivé à 36 chandelles d'Henri Diamant-Berger : Mathilde Magnin.
- 1957 : Fumée blonde de Robert Vernay : Baronne Bergenstein.
- 1964 : Le Roi des montagnes de Willy Rozier : Mme Simons.

## Théâtre
- 1929 : Amphitryon 38 de Jean Giraudoux, mise en scène de Louis Jouvet, Comédie des Champs-Élysées.
- 1930 : Cœur d'Henri Duvernois, théâtre des Nouveautés.
- 1930 : Langrevin père et fils de Tristan Bernard, mise en scène de Jacques Baumer, théâtre des Nouveautés.
- 1933 : Ma sœur de luxe d'André Birabeau, mise en scène de André Lefaur, théâtre de Paris.
- 1936 : Un homme comme les autres d'Armand Salacrou, mise en scène de Paulette Pax, théâtre de l'Œuvre.
- 1936 : Le Cœur d'Henry Bernstein, théâtre du Gymnase.
- 1938 : Femmes de Clare Boothe, adaptation Jacques Deval, mise en scène de Jane Marnac et Juliette Delannoy, théâtre Pigalle.
- 1940 : Histoire de rire d'Armand Salacrou, mise en scène de Alice Cocéa, théâtre de la Michodière.
- 1941 : Marché noir de Steve Passeur, mise en scène de Camille Corney, théâtre Edouard VII.
- 1941 : Tout n'est pas noir d'André Birabeau, mise en scène de Robert Blome, théâtre Daunou.
- 1944 : Un homme comme les autres d'Armand Salacrou, mise en scène de Jean Wall, Théâtre Saint-Georges.
- 1946 : La Sainte Famille d'André Roussin, mise en scène de Jean Meyer, Théâtre Saint-Georges.
- 1947 : Anne, ma sœur Anne d'Antoine Bibesco, théâtre de l'Ambigu.
- 1948 : Mademoiselle de et mise en scène de Jacques Deval, Théâtre Saint-Georges.
- 1949 : Le Bouillant Achille comédie de Paul Nivoix, mise en scène de Robert Dhéry, théâtre des Variétés.
- 1950 : Mon bébé de Maurice Hennequin d'après Baby mine de Margaret Mayo, mise en scène de Christian-Gérard, théâtre de la Porte-Saint-Martin.
- 1952 : La Duchesse d'Algues de Peter Blackmore, mise en scène de Christian-Gérard, Théâtre Michel.
- 1954 : Souviens-toi mon amour d'André Birabeau, mise en scène de Pierre Dux, théâtre Edouard VII.
- 1955 : Lady 213 de Jean Guitton, mise en scène de Georges Vitaly, théâtre de la Madeleine.
- 1955 : L'Ami de la famille de Jacques Sommet, mise en scène de Bernard Blier, Comédie Caumartin.
- 1957 : Regrets éternels de Constance Coline, mise en scène de Raymond Gérôme, théâtre de l'Œuvre.
- 1958 : Le Misanthrope de Molière, mise en scène de Raymond Gérôme, Festival de Bellac.
- 1960 : Un garçon d'honneur d'Antoine Blondin et Paul Guimard d'après Le Crime de Lord Arthur Saville d'Oscar Wilde, mise en scène de Claude Barma, théâtre Marigny.
- 1962 : Mic-mac de Jean Meyer, mise en scène de l'auteur, théâtre du Palais-Royal, théâtre Daunou.
- 1962 : Les Femmes savantes de Molière, mise en scène de Jean Meyer, théâtre du Palais-Royal.
- 1963 : La Dame ne brûlera pas de Christopher Fry, mise en scène de Pierre Franck, théâtre de l'Œuvre.
- 1964 : Enquête à l'italienne de Jacques de La Forterie, mise en scène de Daniel Crouet, Enghien.
- 1965 : Caroline a disparu d'André Haguet et Jean Valmy, mise en scène de Jacques-Henri Duval, théâtre des Capucines.
- 1965 : La Folle de Chaillot de Jean Giraudoux, mise en scène de Georges Wilson, TNP théâtre de Chaillot

## Iconographie
- Photo
- Photo sur Ciné-Mirroir